# Przemysł włókienniczy

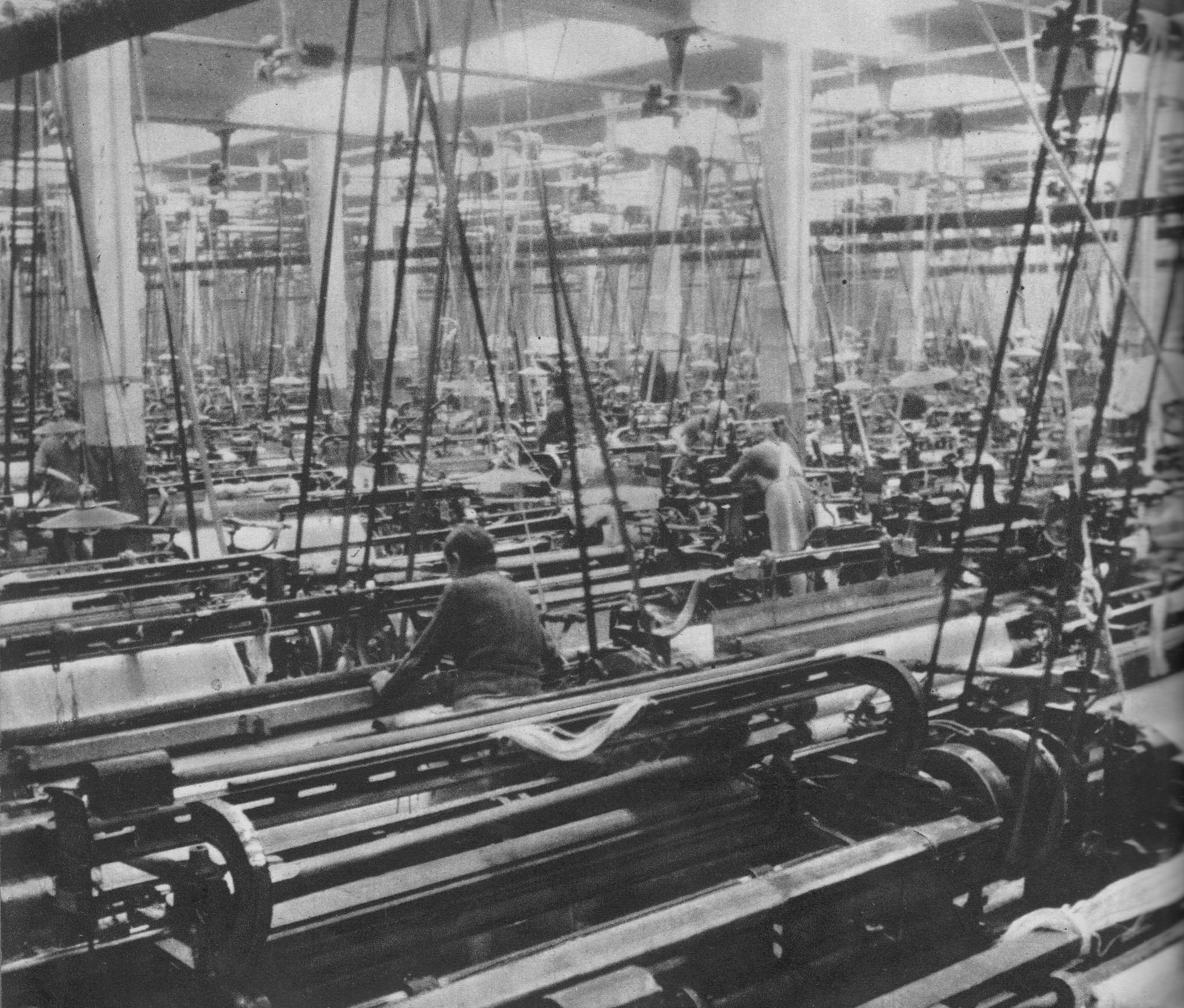
Przemysł włókienniczy (tkalnia w jednej z łódzkich fabryk włókienniczych, początek lat 50. XX wieku)

Przemysł włókienniczy (inaczej przemysł tekstylny) – gałąź przemysłu lekkiego zajmująca się przetwórstwem surowców na włókna, tkaniny, dzianiny itp., obejmuje między innymi, przędzalnictwo, tkactwo, dziewiarstwo oraz w przypadku przetwórstwa włókien łykowych – roszarnictwo.

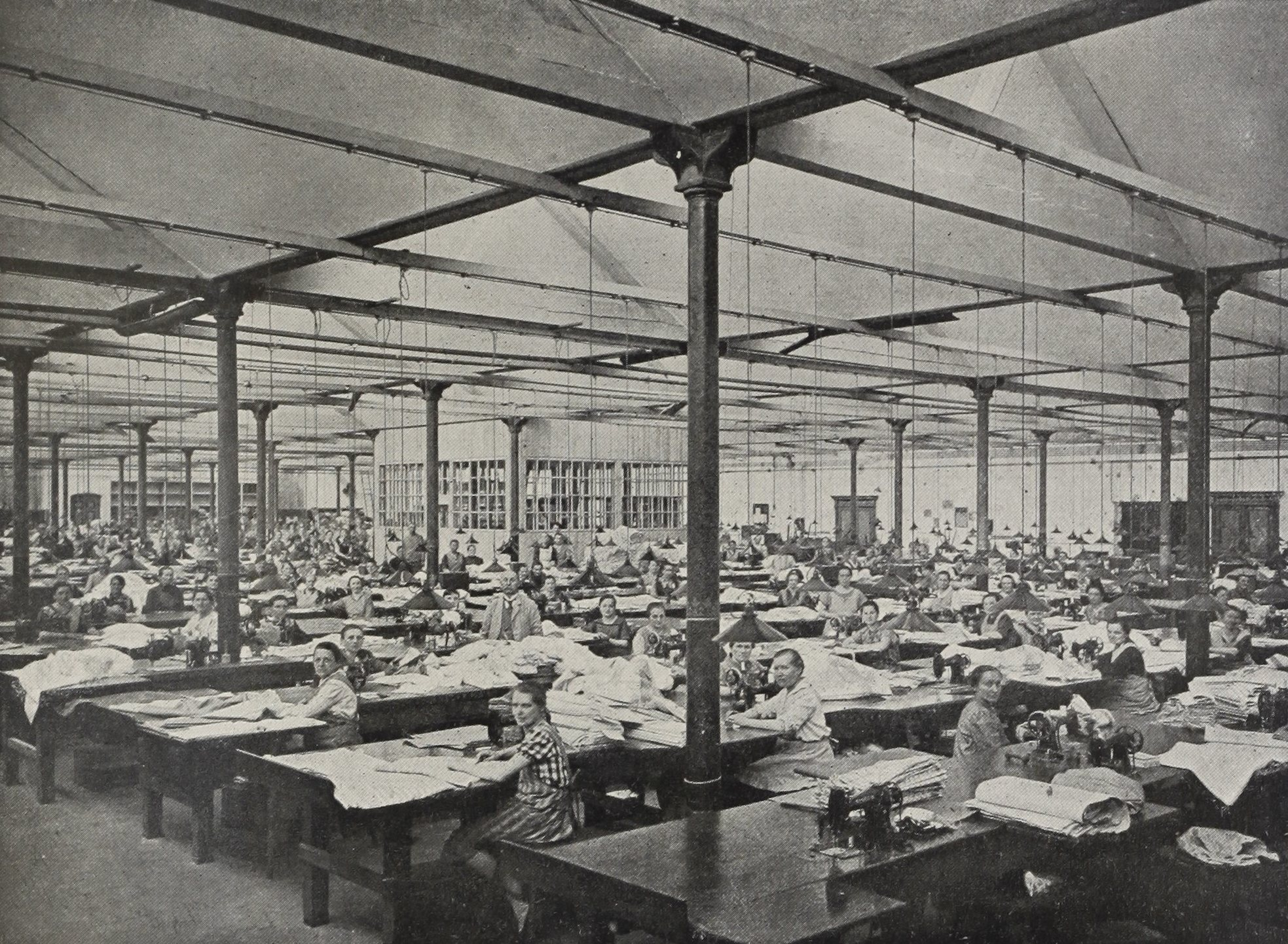
Pracownice fabryki włókienniczej w Prudniku (1932)

## Przemysł włókienniczy w Polsce
W okresie powojennej industrializacji kraju największymi okręgami przemysłu lekkiego i zarazem przemysłu włókienniczego były: Łódzki Okręg Przemysłowy i Kaliski Okręg Przemysłowy, posiadające silne tradycje przemysłu lekkiego (kalisko-mazowiecki okręg przemysłowy) jeszcze z połowy XVIII wieku, oraz Bielski Okręg Przemysłowy, będący jednym z trzech największych okręgów przemysłowych Austro-Węgier. Ponadto, jednym z największych polskich producentów wyrobów włókienniczych były Zakłady Przemysłu Bawełnianego „Frotex” w Prudniku.

### Muzea
- Centralne Muzeum Włókiennictwa w Łodzi
- Muzeum Historii Przemysłu w Opatówku
- Muzeum Techniki i Włókiennictwa w Bielsku-Białej
- Muzeum Lniarstwa im. Filipa de Girarda w Żyrardowie
- Centrum Tradycji Tkackich w Prudniku

### Strajki
Strajki włókniarzy:
- Powszechny strajk włókniarzy Łodzi i okręgu łódzkiego (1933)
- Strajk łódzkich włókniarek (1971)